# José Ferrer
José Ferrer, nom complet de José Vicente Ferrer de Otero y Cintrón (San Juan, 8 de gener de 1909 - Coral Gables, Florida, 26 de gener de 1992) va ser un actor, director i guionista porto-riqueny.

## Biografia
Era fill de Maria Providencia (nascuda Cintrón) i Rafael Ferrer, un advocat i escriptor; ambdós porto-riquenys. Tenia dues germanes més petites, Elvira i Leticia.
La família es va traslladar a Nova York el 1914 quan Ferrer tenia dos anys. Va estudiar a l'escola suïssa Institut Le Rosey, el 1933 es va diplomar en arquitectura per la Universitat de Princeton i seguidament llengües romàniques a la Universitat de Colúmbia del 1934 al 1935.
Va fer el seu debut a Broadway el 1935. El 1940, fa el seu primer paper principal a Charley's Aunt seguida el 1943, pel paper de Iago a Otel·lo.
Fa de Cyrano de Bergerac en el cinema a la pel·lícula de Michael Gordon el 1950, paper que torna a fer a Nova York sota la seva pròpia direcció el 1953, després el 1964 a Cyrano i d'Artagnan d'Abel Gance. Fa igualment de Cyrano en dos telefilms que li suposa nominacions als Emmy, als Oscars i als Tony, i és el primer (i fins aquí, únic) actor a haver estat nominat pel mateix paper en diferents produccions.
Ferrer va estar casat deu anys amb l'actriu Uta Hagen (de 1938 a 1948), amb la qual va tenir una filla, Leticia ("Lettie") Ferrer. Es va casar el 1948 amb Phyllis Hill, ballarina i actriu, de qui es va divorciar el 1953 per casar-se de nou de seguida amb Rosemary Clooney (la tia de l'actor George Clooney) amb qui va tenir cinc fills: Miguel José (n. 7 de febrer de 1955), Maria (n. 9 d'agost de 1956), Gabriel (n. 1 d'agost de 1957), Monsita (n. 13 d'octubre de 1958) i Rafael (n. 23 de març de 1960). Es van divorciar el 1961, es van casar de nou el 1964 però es van tornar a divorciar novament tres anys més tard. El seu fill Gabriel està casat amb la cantant Debby Boone, filla de Pat Boone.
Va morir a causa d'un càncer de còlon a Coral Gables (Florida) el 1992 i és enterrat al Cementiri Santa María Magdalena de Pazzis de San Juan a Puerto Rico.

## Filmografia

### Cinema
| - 1948: Joan of Arc: el delfí, futur Carles VII, Rei de França - 1949: Whirlpool: David Korvo - 1950: The Secret Fury: Jose - 1950: Crisis: Raoul Farrago - 1950: Cyrano de Bergerac, de Michael Gordon: Cyrano de Bergerac - 1952: Anything Can Happen: Giorgi - 1952: Moulin Rouge: Henri de Toulouse-Lautrec i Comte de Toulouse-Lautrec - 1953: La bella del Pacífic (Miss Sadie Thompson): Alfred Davidson - 1954: El motí del Caine (The Caine Mutiny): Barney Greenwald - 1954: Deep in My Heart: Sigmund Romberg - 1955: The Shrike: Jim Downs - 1955: The Cockleshell Heroes: Major Stringer - 1956: The Great Man: Joe Harris - 1958: I Accuse!: Capità Alfred Dreyfus - 1958: The High Cost of Loving de José Ferrer: Jim Fry - 1961: Return to Peyton Place: Veu de Mark Steele, segon entrevistador - 1961: Forbid Them Not: Narrador (Veu) - 1962: Lawrence d'Aràbia (Lawrence of Arabia): El Bey turc - 1963: Nine Hours to Rama de Mark Robson: El superintendent de policia Gopal Das - 1963: Verspätung in Marienborn: Cowan - 1964: Cyrano et d'Artagnan: Cyrano de Bergerac - 1965: The Greatest Story Ever Told: Herodes Antipas - 1965: El vaixell dels bojos (Ship of Fools): Siegfried Rieber - 1967: Enter Laughing: Mr. Marlowe - 1967: Cervantes: Hassan Bey - 1969: Españolear - 1975: El Clan de los inmorales: Inspector Reed | - 1976: The Big Bus: Ironman - 1976: Paco: Fermin Flores - 1976: Forever Young, Forever Free: Pare Alberto - 1976: El viatge dels maleïst (Voyage of the Damned): Manuel Benitez - 1977: Crash!: Marc Denne - 1977: The Sentinel: El capellà de la fraternitat - 1977: Who Has Seen the Wind: The Ben - 1977: The Private Files of J. Edgar Hoover: Lionel McCoy - 1978: Fedora: Doctor Vando - 1978: Dracula's Dog: Inspector Branco - 1978: L'eixam (The Swarm): Dr. Andrews - 1979: A Life of Sin: Bisbe - 1979: La màscara de ferro (The Fifth Musketeer): Athos - 1979: Natural Enemies: Harry Rosenthal - 1980: The Big Brawl: Domenic - 1981: Bloody Birthday: Doctor - 1982: A Midsummer Night's Sex Comedy, de Woody Allen: Leopold - 1982: Blood Tide: Nereus - 1983: The Being: Mayor Gordon Lane - 1983: To Be or Not to Be: Prof. Siletski - 1984: The Evil That Men Do: Dr. Hector Lomelin - 1984: Dune: Padishah Emperador Shaddam IV - 1987: The Sun and the Moon - 1990: Old Explorers: Warner Watney - 1992: Hired to Kill: Rallis - 1992: Laam Gong juen ji faan fei jo fung wan |

### Televisió
| - 1959: General Electric Theater (sèrie de televisió): Joe Garvey - 1960: No Place Like Home (telefilm) - 1963: The Greatest Show on Earth (sèrie de televisió): Harry Kyle - 1963: Le train de Berlin est arrêté (telefilm): Cowan el periodista - 1964: Bewitched (sèrie de televisió): El narrador (Veu) - 1967: Kismet (telefilm): Hajj - 1968: A Case of Libel (telefilm): Boyd Bendix - 1968: The Little Drummer Boy (telefilm): Ben Haramed (Veu) - 1970: The Aquarians (telefilm): Dr. Alfred Vreeland - 1970: The Name of the Game (sèrie de televisió): Adrian Blake / Bristow - 1971: Gideon (telefilm): Angel - 1971: Crooscurrent (telefilm): Dr. Charles Bedford - 1971: Banyon (sèrie de televisió): Lee Jennings - 1973: Kojak (sèrie de televisió): Jake Weinhaus - 1973: Great Mysteries (sèrie de televisió): Old Harry - 1974: Columbo (sèrie de televisió): Dr. Marshall Cahill - 1975: The Missing Are Deadly (telefilm): Mr. Warren - 1975: Medical Story (telefilm): Dr. William Knowland - 1975: The Art of Crime (telefilm): Beckwith Sloan - 1976: Starsky et Hutch (sèrie de televisió): Crazy Joey Fortune - 1977: The Rhinemann Exchange (sèrie de televisió): Erich Rhinemann - 1977: Simple Gifts (telefilm): narrador (Veu) - 1977: Exo-Man (telefilm): Kermit Haas - 1978: The Return of Captain Nemo (telefilm): Capità Nemo - 1979: The French Atlantic Affair (sèrie de televisió): President Aristide Bouchard - 1980: Battles: The Murder That Wouldn't Die (telefilm): Jeff Briggs - 1980: The Dream Merchants (telefilm): Georges Pappas | - 1980: Pleasure Palace (telefilm): 'Pokey' Poquette - 1981: Evita Peron (telefilm): Agustin Magaldi - 1981: Berlin Tunnel 21 (telefilm): Komanski - 1981: Peter and Paul (telefilm): Gamaliel - 1981: Magnum (sèrie de televisió): Jutge Robert Caine - 1981-1986: The Love Boat (sèrie de televisió): Deke / Simon Beck - 1982: Quincy, M.E. (sèrie de televisió): Dr. Stanley Royce - 1983: Blood Feud (telefilm): Edward Bennett - 1983: This Girl for Hire (telefilm): Harrison Wooly - 1984: Hôtel (sèrie de televisió): Alex Huff - 1984: Murder She Wrote (sèrie de televisió): Cagliostro - 1984: Georges Washington (sèrie de televisió): Gov. Robert Dinwiddle - 1984: Samson et Delilah (telefilm): L'alt prêtre - 1985: The Covenant (telefilm): Victor Noble - 1985: Hitler's S.S.: Portrait of Evil (telefilm): Prof. Ludwig Rosenberg - 1985: Seduced (telefilm): James Killian - 1985-1987: Newhart (sèrie de televisió): Arthur Vanderkellen - 1986: Matlock (sèrie de televisió): Nicholas Baron - 1986: Bridges to Cross (sèrie de televisió): Morris Kane - 1986: Blood & Orchids (telefilm): Walter Bergman - 1987: The Wind in the Willows (telefilm): Badger (Veu) - 1987: Young Harry Oudini (telefilm): Dr. Tybalt Grimaldi - 1988: Sesame Street (sèrie de televisió): Tio Jose' - 1988: Strange Interlude (telefilm): Professor Leeds - 1989: Mother's Day (telefilm) - 1989-1991: Another World (sèrie de televisió): Reuben Moreno - 1991: The Perfect Tribute (telefilm): Edward Everett |

### Director
- 1955: The Shrike
- 1955: The Cockleshell Heroes
- 1956: The Great Man
- 1958: I Accuse!
- 1958: High Cost of Loving
- 1961: Return to Peyton Place
- 1962: State Fair
- 1982: A Conflict of Interest (telefilm)

### Guionista
- 1956: The Great Man

## Guardons

### Premis
- 1951. Oscar al millor actor per Cyrano de Bergerac[8]
- 1951. Globus d'Or al millor actor dramàtic per Cyrano de Bergerac[9]

### Nominacions
- 1949. Oscar al millor actor secundari per Joan of Arc[5]
- 1953. Oscar al millor actor per Moulin Rouge[10]
- 1955. BAFTA al millor actor estranger per El motí del Caine[5]